# Umarga
Umarga è una città dell'India di 30.183 abitanti, situata nel distretto di Osmanabad, nello stato federato del Maharashtra. In base al numero di abitanti la città rientra nella classe III (da 20.000 a 49.999 persone).

## Geografia fisica
La città è situata a 17° 49' 60 N e 76° 37' 0 E e ha un'altitudine di 571 m s.l.m..

## Società

### Evoluzione demografica
Al censimento del 2001 la popolazione di Umarga assommava a 30.183 persone, delle quali 15.676 maschi e 14.507 femmine. I bambini di età inferiore o uguale ai sei anni assommavano a 4.420, dei quali 2.353 maschi e 2.067 femmine. Infine, coloro che erano in grado di saper almeno leggere e scrivere erano 20.175, dei quali 11.776 maschi e 8.399 femmine.